# Chiesa di Santa Maria e San Biagio (Sant'Angelo Romano)
La chiesa di Santa Maria e San Biagio è la parrocchiale di Sant'Angelo Romano, in città metropolitana di Roma Capitale e diocesi di Tivoli; fa parte della seconda vicaria.

## Storia
All'inizio del XVIII secolo a Sant'Angelo sorgeva la parrocchiale della Beata Vergine Maria, conosciuta anche con il titolo di Vergine degli Angeli, mentre all'esterno del borgo vi erano le chiese di San Michele Arcangelo e di Santa Liberata, quest'ultima con annesso convento.
La prima di queste all'epoca era ormai insufficiente a soddisfare le esigenze dei fedeli e così, dopo aver scartato l'iniziale proposta di ampliarla, si decise di edificare un nuovo luogo di culto; a questo scopo, il principe Camillo Borghese concesse un'area del recinto del castello. Il progetto fu affidato all'architetto Pietro Rongoli e la posa della prima pietra dell'erigenda chiesa si tenne nel 1742; nel 1752 venne terminata la sagrestia e la parrocchiale fu poi consacrata il 19 giugno 1759 dal vescovo di Tivoli Francesco Castellini.
Nel 1992 la chiesa venne interessata dall'intervento di adeguamento liturgico secondo le norme postconciliari, in occasione del quale si procedette all'aggiunta dell'ambone e dell'altare rivolto verso l'assemblea.

## Descrizione

### Esterno
La facciata a capanna della chiesa, rivolta a nordovest, presenta centralmente il portale d'ingresso e sopra una finestra ed è scandita da quattro lesene tuscaniche sorreggenti il timpano di forma triangolare.
Annesso alla parrocchiale è il campanile a base quadrata, la cui cella presenta su ogni lato una monofora a tutto sesto ed è coperta dal tetto a quattro falde.

### Interno
L'interno dell'edificio si compone di un'unica navata, sulla quale si affacciano le cappelle laterali, introdotte da archi a tutto sesto, e le cui pareti sono scandite da lesene terminanti con capitelli corinzio sorreggenti la trabeazione modanata e aggettante sopra la quale si imposta la volta a botte; al termine dell'aula si sviluppa il presbiterio, rialzato di alcuni gradini, delimitato da balaustre e chiuso dall'abside di forma semicircolare.
Qui sono conservate diverse opere di pregio, tra le quali il dipinto con soggetto la Vergine con Bambino, firmato da Federico Barocci, e un trittico eseguito nel Quattrocento da Antoniazzo Romano.